# The Constant (Lost)
The Constant este un episod din serialul Lost, sezonul 4